# Uitgeverij Karthala
De uitgeverij Karthala (Éditions Karthala) is een Franse uitgeverij gespecialiseerd in de geschiedenis en de geopolitiek van ontwikkelingslanden. Het bedrijf bevindt zich aan de Boulevard Arago, no. 22-24, in het 13e arrondissement van Parijs. Uitgeverij Karthala is opgericht in mei 1980 door Robert Agenau, directeur van het tijdschrift Spiritus van 1969 tot 1974, oud-lid van de missiegenootschap Pères du Saint-Esprit (Congregatie van de Paters van de Heilige Geest) en medebestuurder van uitgeverij L’Harmattan die hij verliet na een conflict met de directeur Denis Pryen.